# Cuticulata
 (janvier 2020).
Si vous disposez d'ouvrages ou d'articles de référence ou si vous connaissez des sites web de qualité traitant du thème abordé ici, merci de compléter l'article en donnant les références utiles à sa vérifiabilité et en les liant à la section « Notes et références ».
Clade
Classification phylogénétique
- Bilatériens
  - Protostomiens
    - Lophotrochozoaires
    - Chétognathes ?
    - Cuticulates
      - Gastrotriches
      - Ecdysozoaires

  - Mésozoaires ?
  - Deutérostomiens
    - Échinodermes
    - pharyngotrèmes

Le clade des Cuticulata (Cuticulés, anglais Cuticulates) est caractérisé par :
- la présence d'une cuticule en deux couches que l'on appelle épicuticule et procuticule. L'épicuticule est elle-même composée de trois couches : le cément à l'extérieur, une couche de cire médiane et une couche interne à la structure plus complexe de cuticuline traversé par les canaux qui sécrètent la cire.
- la bouche qui s'ouvre à une extrémité et le pharynx qui présente trois faisceaux musculaires.